# Biblioteca Europea d'Informació i Cultura
La Biblioteca Europea d'Informació i Cultura (Biblioteca Europea di Informazione e Cultura BEIC; anglès: European Library of Information and Culture) és un projecte en curs amb seu a Milà (Itàlia), per a la realització d'una nova biblioteca moderna. Va començar a la fi de la dècada de 1990, quan Antonio Padoa-Schioppa va presentar la idea per primera vegada a la ciutat de Milà i al Ministeri italià de Patrimoni Cultural i Activitats i Turisme. La biblioteca es divideix en dues unitats principals: física i virtual.

## BeicDL

Il·lustració, gravada per Giovanni Giorgi, de Girolamo Fabricio d'Acquapendente's Operationes chirurgicae (1685) - una de les imatges històriques allotjades per BEIC

La inauguració de la biblioteca digital BEIC (BeicDL) va tenir lloc el 30 de novembre de 2012 i compta amb més de 27.000 objectes digitals i 3.000 autors. Els ítems s'articulen en col·leccions semàntiques i són lliurement accessibles a través de la web.

## Arxiu del dipòsit legal regional de Llombardia
D'acord amb la llei italiana 106 de 15 d'abril de 2004, tota la regió italiana ha de recollir tots els articles presentats per al seu dipòsit legal. La regió de Llombardia ha confiat la gestió del seu Arxiu de documents publicats a la BEIC, amb el suport de la Biblioteca Nazionale Braidense de Milà. L'Arxiu té el seu propi catàleg d'accés públic en línia.

## Arxiu Paolo Monti

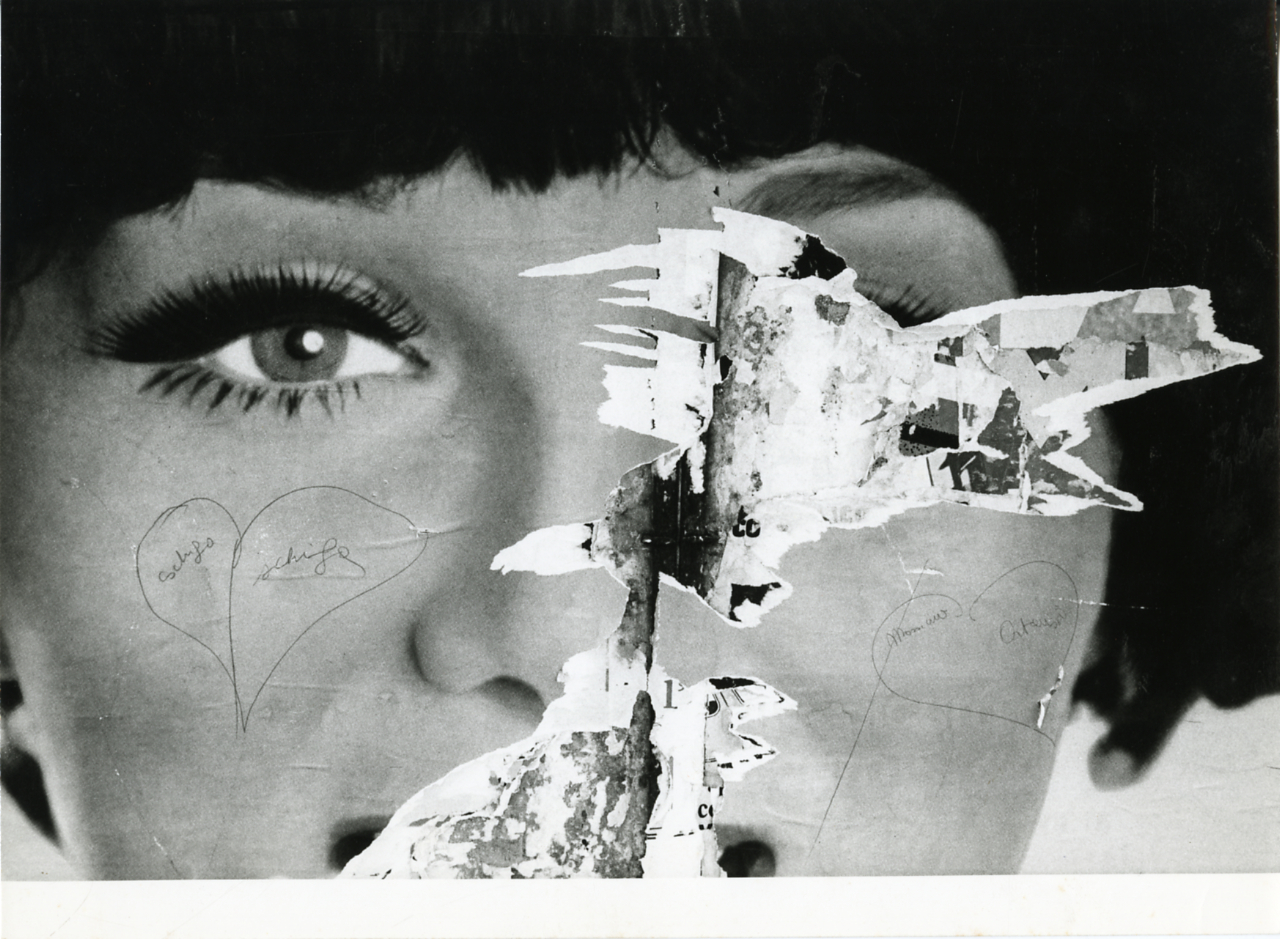
Imatge de la Sèrie fotogràfica de Paolo Monti Serie fotografica (Venezia, 1971), llançat sota llicència oberta per la BEIC

El 2008 la BEIC va adquirir tot l’Arxiu Paolo Monti, declarat d'interès històric notable pel Ministeri italià del Patrimoni i Activitats Culturals. L'Arxiu, que compta amb més de 223.000 negatius, 12.244 impressions i 790 quimigrames, s'ha catalogat i obert al públic.